# Niccolò Jommelli

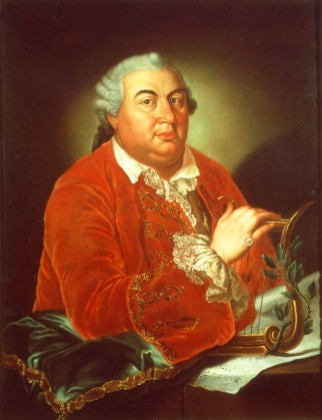
Niccolò Jommelli, okänd konstnär.

Niccolò Jommelli, född 10 september 1714 i Aversa, död 25 augusti 1774 i Neapel, var en italiensk kompositör. Han reformerade operan och skrev sakral musik. Han räknas till Neapelskolan.

## Biografi
Jommelli studerade i Conservatorio S. Onofrio i Neapel för bland andra Francesco Durante och Feo samt vid Conservatorio Pietà dei Turchini. Han debuterade framgångsrikt 1737 med en opera buffa, L’errore amoroso, varefter operor (opera seria) som Odoardo och i synnerhet Merope och Ricimero rè dei Goti utbredde hans rykte över hela Italien. Under ett besök i Bologna 1741 kom han i kontakt med Padre Martini som troligen undervisade honom i kontrapunktik. 1747 blev han konservatoriedirektör vid Ospedale degli incurabili i Venedig, och 1749 vice kapellmästare vid Peterskyrkan i Rom. Han befann sig ofta i Wien åren 1749-1750, där han satte upp sina opera serie Achille in Sciro och Didone abbandonata.
1753 kallades han till hovkapellmästare vid Ludwigsburgs palats i Stuttgart, där han höjde hovorkestern till rangen av mönstergiltighet och även själv fördjupade sin stil i harmoniskt avseende genom intryck från den tyska musiken. Han kom också i förbindelse med Josef I av Portugal, för vilken han skrev operor och sakral musik. 
De nya intrycken i Jommellis musik gjorde honom emellertid främmande för hans landsmän; och då han 1769 återvände till Neapel, uppfördes 1770-73 hans operor Armida, Demofoonte och Ifigenia in Aulide på San Carloteatern utan att väcka någon uppmärksamhet. Smärtan däröver påskyndade hans död.

## Musik
Jommellis musikaliska verk innefattar drygt 220 verk för scenen, 20 mässor, kantater, oratorier, kammarmusik, konserter, serenader och pastischer. Hans operor tillhör huvudsakligen opera seria (omkring 60 stycken bevarade), men han skrev några enstaka komedier. Många operor har libretton av Metastasio, bland vilka likväl de flesta av dem som är skrivna i Stuttgart gått förlorade genom teaterbranden 1802. Som operakompositör har han liknats vid Gluck och vid Tomaso Traëtta. Mera kända än hans operor är numera hans många kyrkliga verk, särskilt ett Miserere, ett Requiem och ett passionsoratorium.
Jommellis operor (opera seria), med sin ädla, insmickrande melodi, gällde länge som mönster, och han var särskilt sina italienska samtida överlägsen i fråga om verksam instrumentation, uttryckets sanning och livligare nyansering. Han införde att orkestern skapade stegringen innan arian (accompagnato-recitativ), en roll som secco-recitativet tidigare haft. Ariorna visar ökade dramatiska inslag med tonmåleri till exempel genom att gestalta nervositet med stor kontrast i ett tonsteg. Musikhistoriskt räknas hans insatser i operan som verkande i Jean-Philippe Rameaus efterföljd, i att reformera operan och att peka fram mot Gluck; han lägger en ökad vikt vid kören, inför balett och stycken liknande programmusik för orkestern. Han är påverkad av Mannheimskolans orkestercrescendo. Jommellis sceniska uppsättningar var påkostade historier, med bortåt 500 statister till en föreställning.